# بلاكبيرن روفرز
نادي بلاكبيرن روفرز لكرة القدم (بالإنجليزية: Blackburn Rovers Football Club) هو نادي كرة قدم من بلاكبيرن، لانكشير، إنجلترا. ويعد من أعرق وأقدم الأندية الإنجليزية تأسس نادي بلاكبيرن عام 1875 وقد كان أحد الفرق الثلاثة التي قامت بتأسيس الدوري الإنكليزي عام 1888 بجانب ناديي استون فيلا وايفرتون وفي عام 1890 تحول النادي لملعبه المستقر إلى الآن ايوود بارك. وفي عام 1992 ارتقى للدوري الإنجليزي الممتاز بقياة كيني دالجليش وقد احرز الريفرسايدرز الدوري بعد ثلاثة اعوام فقط من صعوده للممتاز عندما فاز به عام 1995 بعدما أنفق النادي الكثير من الأموال لجلب لاعبين امثال الآن شيرار وكريس سوتون ولكن النادي هبط مرة أخرى إلى دوري الدرجة الأولى الإنجليزي عام 1999 وعاد بعد سنتين للممتاز مرة أخرى.. بعد ذلك مر الفريق بسلسلة من النجاحات عندما استطاع التأهل لكأس الاتحاد الأوروبي أو اليوروبا ليغ بمسماها الجديد أربع مرات مرة منها بعد حصوله على كأس إنجلترا ومرتين عندما احتل المركز السادس بالدوري وأخرى عن طريق كأس الإنتر توتو.. ويُكتب على شعار النادي باللاتينيـة Arte et Labore وهي تعني باللغة العربية «بالمهارة والعمل الجاد».

## إنجازات الفريق

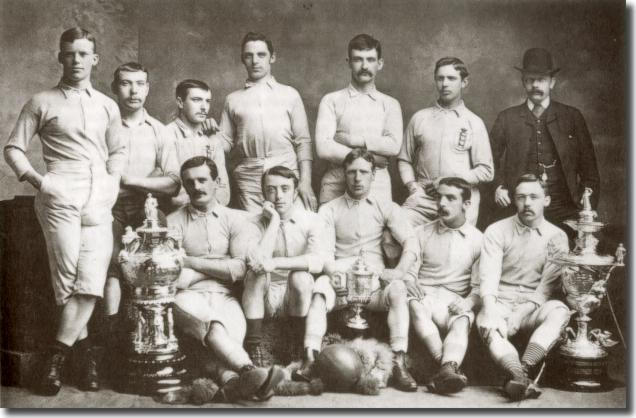
لاعبو بلاكبيرن بعد تتويجهم ببطولة كأس إنجلترا موسم 1883-84

- الدوري الإنجليزي الممتاز: 1911-12، 1913-14، 1994-95
- الدوري الإنجليزي الدرجة الثانية: 1938-39
- الدوري الإنجليزي الدرجة الثالثة: 1974-75
- كأس إنجلترا: 1884، 1885، 1886، 1890، 1891، 1928
- كأس الدوري: 2002

## وصلات خارجية
- الموقع الرسمي